# ことぶきグランプリ〜めざせ原チャリキング〜
『ことぶきグランプリ〜めざせ原チャリキング』（ことぶきグランプリ めざせげんチャリキング）は1999年4月8日にシスコンエンタテインメントから発売されたプレイステーション用アクションレースゲームソフトである。

## 概要
その昔、ある富豪の道楽で道路をサーキットになるように区画整理された町、ことぶき町で行われるオートバイレースを舞台としたゲーム。2001年に廉価版が発売され、ゲームアーカイブスにて復刻版が配信されている。
ゲームモードは1人プレイと対戦の二つ。1レース6人参加3週回りのコース。アイテムで妨害しながら予選レース、途中イベントで挑まれたレース等でコインを10枚集め、最終レースに出てくるボス（綾女）を抜き1位になればエンディング、2位以下になるとバッドエンドとなる。
CMにドラマ探偵物語が使われ、松田優作がベスパに乗る場面が使われた。

## レース参加者
羽田正太郎（はねだ しょうたろう）
本作の主人公的存在。ピザ屋で働く青年。病気の妹の治療費を稼ぐため出場。宅配用三輪自転車（トライク）に乗る。能力はいたって平均。
須藤優作（すどう ゆうさく）
セコい仕事はお断りの私立探偵。ドラマ『探偵物語』の主人公、工藤俊作のパロディであり、声も松田優作の物真似タレントのハードボイルド工藤が担当。バイクはベスパモデルのイタリアンバイク。荒地でも減速しない。
江戸前源次（えどまえ げんじ）
すし屋の職人。出前に使っているホンダ・カブに乗る。加速、減速共に良いが、操作性に問題。
スティーブ＝マッコイ
アメリカの警察官らしき格好をしているオカマの外国人。トレードマークはバラ。赤星とはライバル関係にある。名前はオーストラリアのロードレーサー、ギャリー・マッコイから取られたと見られている。ハーレーダビッドソン風のアメリカンバイクに乗る。加速が遅いが最高速は早い。
李明明（り みんみん）
中華料理店『小林軒』の出前持ち。優勝と店の宣伝を兼ねて参加。協和語を使い語尾に「アル」をつける。自転車で参加。典型的な加速重視。
氷室奈美（ひむろ なみ）
女子高生。レース参加理由は暇つぶしの典型的なコギャル。しかしエンディングでは驚異の変貌をする。愛機は紫のスクーター。こちらも平均的な能力。
赤星一輝（あかぼし いっき）
現役の人気ロードレーサー。満を持して参加したものの惨敗（主にスティーブに）。終始フルフェース型ヘルメットを被っている。スピードがあるため直線コースには強いが曲がりにくい。
小錦今日子（こにしき きょうこ）
関西弁の太った中年主婦。一向に楽にならない貧乏生活が嫌になり一攫千金を狙うため参加。スクーターに乗る。
盤盤（パンパン）
一輪車にパーティーキャップを被ったパンダ。隠しキャラ。
小雪（こゆき）
雪女。隠しキャラ。
グレイ＝アダムスキー
隠しキャラ。宇宙人。
法皇院綾女（ほうおういん あやめ）
ボス。ことぶきグランプリ主催者法皇院家の娘。児童用三輪車に乗る。

## 主なコース
法皇サーキット
なだらかな直線コース。
おどろきやま
山道コース。
一番峠
峠道（つづら折れ）コース。
いっぱいダム
ヘアピンカーブのあるコース。
ことぶき商店街
公道を走り、神社や家にある直角の塀に引っかかる所を走る難所。
城
決勝コース。全て直角カーブ。